# کیت نوتری
کیت نوتری (انگلیسی: Keith Notary؛ زادهٔ january ۲۲, ۱۹۶۰ (۶۵ سال)) ورزشکار اهل ایالات متحده آمریکا است.
وی در مسابقات کشوری و بین‌المللی در مجموع برندهٔ ۱ مدال نقره شده‌است.